# Torrescárcela
Torrescárcela est une commune de la province de Valladolid dans la communauté autonome de Castille-et-León en Espagne.

## Sites et patrimoine
Les édifices notables de la commune sont :
- Église Saint-Just et Saint-Pasteur (Iglesia de San Justo y San Pastor).
- Chapelle del Humilladero.

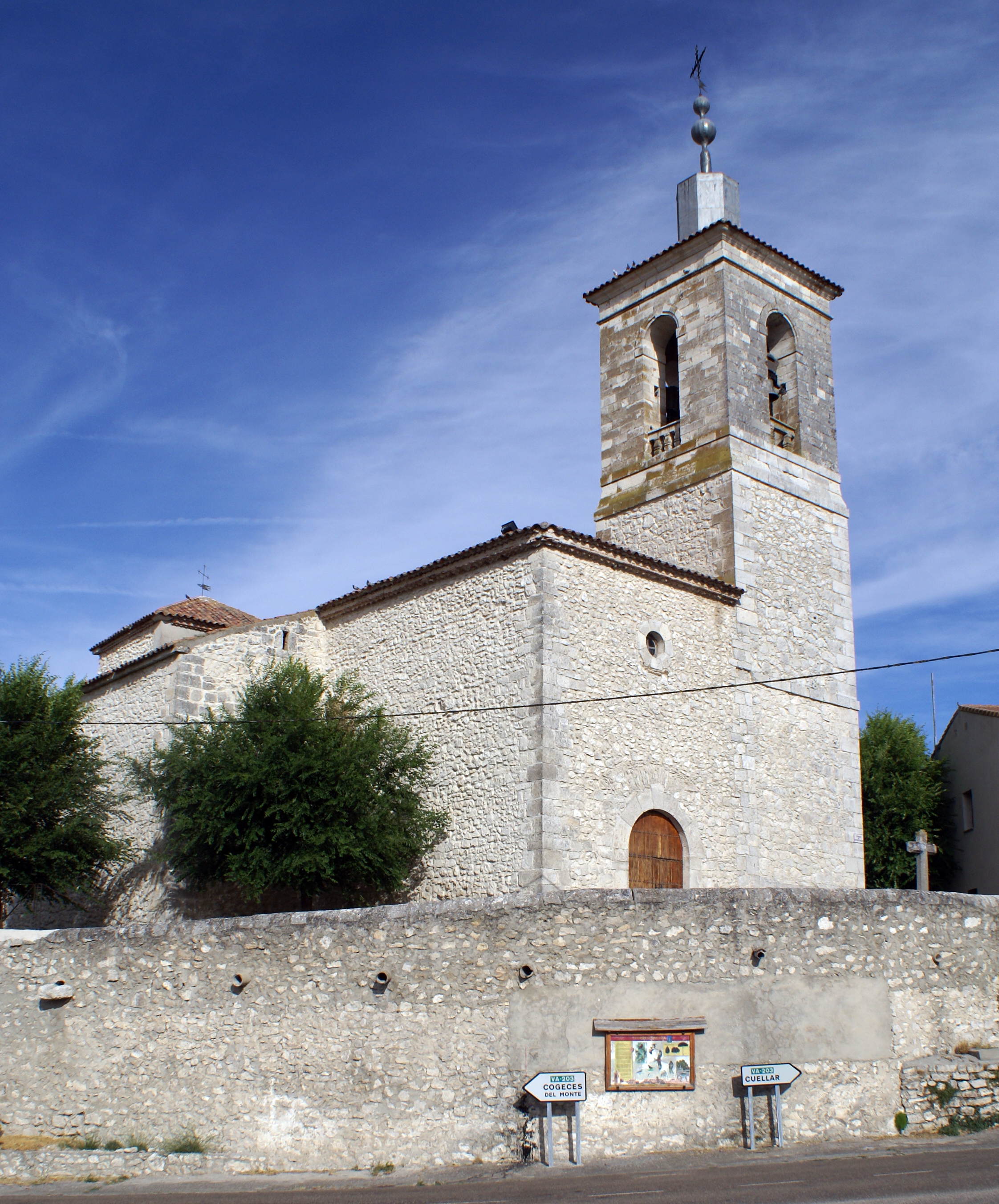
Église Saint-Just et Saint-Pasteur.